# تپه شاه‌نشین
تپه شاه نشین مربوط به دوره سلجوقیان است و در شهرستان ساری، بخش دودانگه، ۱ کیلومتری شرق روستای رسکت سفلی واقع شده و این اثر در تاریخ ۱۴ اسفند ۱۳۸۵ با شمارهٔ ثبت ۱۷۷۹۷ به‌عنوان یکی از آثار ملی ایران به ثبت رسیده است.